# Caravella dei successi
Caravella dei successi è stata una manifestazione canora italiana che si prefiggeva il lancio di giovani promesse e il consolidamento di nuove realtà nel campo della musica leggera, svoltasi per diverse edizioni, con cadenza annuale, al Teatro Petruzzelli di Bari a partire dal 1965, e che ha avuto fra i suoi presentatori Mike Bongiorno e Daniele Piombi.
La rassegna, ripresa in televisione, era organizzata dal patron Gianni Ravera, lo stesso cui fu affidata per lungo tempo l'organizzazione del Festival di Sanremo.

## Partecipanti
La Caravella dei successi servì da trampolino di lancio per artisti destinati a diventare famosi. Fra essi, Franco Battiato (presente all'edizione del 1967), Lucio Battisti (che nel 1970 vi presentò il brano Anna), Claudio Baglioni (presente anch'egli nel 1970 con Notte di Natale), Mia Martini, Daniela Goggi, Paolo Mengoli (nel 1968 presentò Arrivederci e Per un bacio d'amor), Mita Medici (nel 1969 presentò Nella vita c'è un momento, cover di Early in the Morning dei Vanity Fare), Giuliana Valci (premiata nel 1967 con Un inutile discorso, cover di The Dangling Conversation di Simon & Garfunkel), Oscar Avogadro, Fabio, Delfo ed il gruppo musicale de I Protagonisti.

## I vincitori
- 1968: Melissa con Ricordi di me e Tam tam
- 1970: Rosalino con Fino a morire
- 1971: Pooh con Pensiero

## Le edizioni

### 1965
La Caravella dei successi si tenne il 2, il 3 e il 4 settembre; la registrazione della serata finale fu trasmessa venerdì 10 settembre alle ore 21:15 sul secondo canale. Il presentatore della prima edizione fu Mike Bongiorno
Le canzoni in gara:
- Sergio Bruni: 'o ritratto 'e Napoli
- Gigliola Cinquetti: Un bel posto e Sfiorisci bel fiore
- Lucio Dalla: L'ora di piangere
- Nicola Di Bari: Un amore vero e Non sai come ti amo
- John Foster: Al primo quarto di luna
- Peppino Gagliardi: Innamorarmi di te
- Remo Germani: Ritornerai un'altra volta
- Robert Giamba: Se tornerai
- Wilma Goich: Il diritto d'amare e Un bacio sulle dita
- Vittorio Inzaina: Ti vedo dopo messa
- Gianni Mascolo: Innamoratamente e Io che ti amo
- Roberta Mazzoni: Questa è l'ultima sera
- Don Miko: Abbasso te
- Milva: Come puoi lasciarmi
- Paola Neri: Ti amo più di lei
- Domenico Modugno: Vieni via...amico mio
- Lorena Quilici:
- Giulia Shell: Vorrei io vorrei
- Teo Teocoli: Una mossa sbagliata
- Luciano Tomei: Mi piaci come sei
- Ornella Vanoni Caldo
- Claudio Villa: La bandiera dell'amore
- Carmen Villani: Congratulazioni a te
- Salvatore Vinciguerra: Ti penso e prego

### 1967
Presenta quest'edizione Daniele Piombi.
I cantanti in gara:
- Mario Abbate
- Al Bano:
- Antoine:
- Gigliola Cinquetti:
- Tony Del Monaco:
- DiAngel:
- Dino
- Johnny Dorelli:
- Sergio Endrigo:
- Fausto Leali:
- Little Tony
- Michele:
- The Rokes: Cercate di abbracciare tutto il mondo come noi

### 1968
Presenta quest'edizione Daniele Piombi.
I cantanti in gara:
- I Camaleonti: Applausi
- Gigliola Cinquetti: Quelli erano giorni
- Dalida: Lacrime e pioggia
- Nicola Di Bari: Il mondo è grigio, il mondo è blu
- Equipe 84: Un angelo blu
- Lolita: Come le rose
- Melissa: Ricordi di me e Tam tam
- Mino Reitano: Una chitarra, cento illusioni

### 1969
La Caravella dei successi si tenne sabato 9 novembre, mentre la trasmissione televisiva avvenne nel mese di dicembre; anche questa edizione fu presentata da Daniele Piombi.
I cantanti in gara:
- Lucio Battisti: Mi ritorni in mente
- Rosalba Archilletti:
- Maria Grazia Buccella:
- I Camaleonti:
- Don Backy:
- Sacha Distel:
- Equipe 84:
- Fausto Leali:
- Mita Medici:
- Donatella Moretti:
- New Trolls:
- Irene Papas:
- Mino Reitano:
- Rossano
- Marisa Sannia:
- Nina Simone:
- Hervé Vilard:
- I Giganti:

### 1970[1]
La Caravella dei Successi si tenne ad ottobre; la registrazione della serata finale fu trasmessa il 2 gennaio 1971.
I presentatori di questa edizione furono Daniele Piombi e Carla De Nicola; ospite non in gara Cat Stevens, che cantò Lady D'Arbanville.
- Claudio Baglioni: Notte di Natale
- Lucio Battisti: Anna
- I Camaleonti: Lei mi darà un bambino
- Nicola Di Bari: Una ragazzina come te
- Donatello: Malattia d'amore
- Sergio Endrigo: Oriente
- Formula Tre: Io ritorno solo
- Gemelle Kessler: Rose di neve
- Paolo Mengoli: Mi piaci da morire
- Jean François Michel:
- Daniela Modigliani: La vita non finisce stasera
- Marilena Monti: Io vi racconto
- Donatella Moretti: Quando c'eri tu
- Paola Musiani: Faccia da schiaffi
- Pascal: Con le ragazze
- Ricchi e Poveri: Primo sole, primo fiore
- Rosalino: Fino a morire
- Lally Stott: Chirpy chirpy cheep cheep
- Tihm: Il primo passo

### 1971[2]
La Caravella dei Successi si tenne il 3 novembre; la registrazione della serata finale fu trasmessa il 9 dicembre 1971 sul primo canale.
Il presentatore di questa edizione fu Daniele Piombi; ospite non in gara Cat Stevens.
- Pooh: Pensiero
- Delirium: Canto di Osanna
- I Camaleonti: Oggi il cielo è rosa
- Lucio Dalla: Itaca
- Simon Luca: Spegni la luce
- Patrick Samson: Povera ricca ragazza
- Marisa Sacchetto: Innamorata di te
- I Profeti: Era bella
- Rossano: Le piccole domande dell'amore
- Marcella: Hai ragione tu
- I Nuovi Angeli: Uakadi uakadù
- Fausto Leali: Lei
- Ricchi e Poveri: Amici miei
- Rosalino: Padre e figlio
- Demis Roussos: Fire and Ice